# Carex conspissata
Carex conspissata är en halvgräsart som beskrevs av V.I. Kreczetowicz. Carex conspissata ingår i släktet starrar, och familjen halvgräs. Inga underarter finns listade i Catalogue of Life.